# Parallel Dimensions
Parallel Dimensions è il sesto disco in studio del cantante italiano Perseo Miranda, pubblicato nel febbraio 2008 dalla etichetta discografica Lodger Records. 
Si tratta di un singolo di due brani, registrati presso i Music Art studios.
.

## Il disco
Il disco è stato regostrato in settembre 2007. 
 Inizialmente si doveva trattare di un disco completo, ma successivamente il Miranda scelse i due brani che riteneva particolarmente ben riusciti e decise di realizzare solo un Ep di due tracce

## Tracce
1. Parallel Dimensions
2. The Mountain